# SNK 걸즈 파이터즈
《SNK 걸즈 파이터즈》(SNK Gals Fighters)는 SNK가 발매한 2000년 대전 격투 게임이다. 실개발은 유메코보가 맡았으며 네오지오 포켓 컬러로만 발매됐다. SNK 격투 게임들의 여성 출연진들만이 플레이어 캐릭터로 등장하는 것이 특징이다.

## 게임플레이
《더 킹 오브 파이터즈》, 《아랑전설》, 《용호의 권》, 《사무라이 쇼다운》 등 SNK 게임에 등장하는 여성 인물들을 플레이어 캐릭터로 삼아 일대일 방식의 대전을 치르는 것이 기본적인 게임플레이 방식이다. 기본 캐릭터 8명에 숨겨진 3명을 포함해 총 11명의 출연진을 갖추고 있다.

### 등장인물
기본 플레이어 캐릭터
- 나코루루 - 《사무라이 쇼다운》
- 레오나 하이데른 - 《더 킹 오브 파이터즈》
- 셸미 - 《더 킹 오브 파이터즈》
- 시라누이 마이 - 《아랑전설》
- 시키 - 《사무라이 쇼다운》
- 아사미야 아테나 - 《사이코 솔저》
- 유리 사카자키 - 《용호의 권》
- 이치조 아카리 - 《월화의 검사》

숨겨진 플레이어 캐릭터
- 윕 - 《더 킹 오브 파이터즈》
- 유키 - 《더 킹 오브 파이터즈》
- Mr. X (야가미 이오리) - 《더 킹 오브 파이터즈》

## 같이 보기
- 《SNK 헤로인즈: 태그 팀 프렌지》